# ناوچه کلاس گوویند
ناوچه کلاس گوویند (به انگلیسی: Gowind-class corvette) ساخت شرکت ناوال گروپ فرانسه یک کلاس از کشتی است که طول آن ۱۱۱ متر است.